# Везучая (фильм, 2017)
«Везучая» (итал. Fortunata) — итальянский драматический фильм 2017 года, поставленный режиссёром Серджио Кастеллитто. Лента участвовала в секции «Особый взгляд» на 70-м Каннском международном кинофестивале (2017) где исполнительница главной роли, Жасмин Тринка, получила приз «Особого взгляда» за лучшую женскую роль.

## Сюжет
Фортуната живёт на окраине Рима, ежедневно борясь с трудностями, чтобы самостоятельно вырастить лучшим образом маленькую дочь от неудавшегося брака. Она мечтает открыть собственную парикмахерскую, чтобы получить независимость, и не оставляет надежды на личное счастье.

## В ролях
- Жасмин Тринка — Фортуна
- Ханна Шигулла — Лотте
- Стефано Аккорси — Патрицио
- Алессандро Борги — Чикано
- Эдоардо Песке — Франко
- Николь Чентанни